# ریباریتسه
ریباریتسه (به صربی: Ribarice) یک منطقهٔ مسکونی در صربستان است که در لوزنیسا واقع شده‌است. ریباریتسه ۴۰۷ نفر جمعیت دارد.